# Bretteville-l'Orgueilleuse

Bretteville-l'Orgueilleuse este o comună în departamentul Calvados, Franța. În 1 ianuarie 2018 avea o populație de 3.149 de locuitori.